# Giuseppe Morabito (poeta)
Giuseppe Morabito (Reggio Calabria, 7 gennaio 1900 – Messina, 12 ottobre 1997) è stato un poeta italiano, autore di componimenti poetici in lingua latina.

## Vita
Allievo di Alfredo Bartoli, Giuseppe Morabito si è laureato in lettere classiche e ha svolto la professione di insegnante di latino e greco nei Licei classici, dapprima al "Pasquale Galluppi" di Catanzaro e poi al "Francesco Maurolico" di Messina.
Scrittore di carmi in latino, nel 1954 ottenne la medaglia d'oro al Certamen Hoeufftianum, il prestigioso concorso di poesia latina bandito dall'Accademia Reale delle Arti e delle Scienze dei Paesi Bassi, con il poemetto "Pericula". Partecipò numerose volte al concorso di Amsterdam ottenendo diciassette volte la gran lode. Vinse inoltre il primo premio nel Certamen Locrense del 1928, cinque volte medaglia d'oro nel Certamen Vaticanum, e tre volte il primo premio nel Certamen Capitolinum.
La sua scomparsa, causata da un incidente stradale avvenuto proprio di fronte 
alla sua abitazione, ebbe vivace risonanza e causò profonda sofferenza nella comunità degli studiosi e nella cittadinanza, dalla quale nel 1983 gli era stato tributato il premio “Pro Bono Civitatis”.

## Opere
- Instituto romanis studiis provehendis (curante), VI Certamen capitolinum Iosephi Morabito Novus gravitatis magister ; Aldi Bartalucci Itinerarium septemtrionale ; Hyacinthi Gualtieri Silanus, Romae: H. Quintily, 1955
- (Instituto romanis studiis provehendis (curante), XIII Certamen capitolinum Nili Casini De Herculanensibus rebus diebusque novissimis . Iosephi Morabito Brevis in lacu Lario mansio, Florentiae: officina La cartografica, 1962
- Giuseppe Morabito, Ad astronautas americanos, Carmen, Amstelodami: Academia Regia Disciplinarum Nederlandica, 1969
- Giuseppe Morabito, Shougyle : carmen, Polistena: Orfanelli, 1930
- Giuseppe Morabito, La figura di Orazio nella Poesia latina moderna, Roma: Istituto di Studi Romani, 1938
- Instituto romanis studiis provehendis (curante), Iosephi Morabito Novus gravitatis magister, Aldi Bartalucci Itinerarium septemtrionale, Hyacinthy Gualtieri Silanus, Romae, officina Hugonis Quintily, 1955
- Giuseppe Morabito, Pericula, Prope amenanum, Amstelodami: Academia regia disciplinarum nederlandica, 1954
- Giuseppe Morabito, Apella ad Flaccum, Carmina Certaminis poetici Hoeufftiani, Certamina poeseos latinae, Amstelodami: Academia Regia Disciplinarum Nederlandica, 1972
- Giuseppe Morabito, Vergili reditus, Carmina certamina poetici hoeufftiani, Amstelodami: Academia regia disciplinarum Nederlandica, 1975
- Cicero, Marcus Tullius, L'istruttoria contro Quinto Cecilio, La prima azione giudiziaria contro Gaio Verre, La seconda azione giudiziaria contro Gaio Verre (libro i e libro II), a cura di Giuseppe Morabito, Carlo Prato, Francesco Pini e Michele Caroli, Milano: Mondadori, 1966
- Giuseppe Morabito, Crathis, carmen in certamine poetico locrensi laudatum, Palmis in Bruttiis: ex Off. Typ. A. Genovesi, 1929
- Giuseppe Morabito, Primus amor, carmen, Rhegi Jul. : S. Antoni, 1927
- Giuseppe Morabito, Leopardiana, Acireale: Accademia degli Zelanti e dei Dafnici, 1991
- (Instituto romanis studiis provehendis (curante), VIII Certamen capitolinum, Iosephi Morabito Quies Tyndaritana, Alberti Albertani Exsul et captivus . Thebaldi Fabbri Biduum piscando feriatum, Romae: Officina Centenari, 1957
- Giuseppe Morabito, Sublacensia, Carmen Iosephi Morabito, Amstelodami: Academia R. Disciplinarum nederlandica, 1968
- Giuseppe Morabito, Voces rerum, carmen, Gerace Marina: Franco & Pedulla, 1930
- Giuseppe Morabito, Laertiedes : carmen, Locri: Franco & Pedulla, 1929
- Giuseppe Morabito, Cambyses : carmen, Catacii in Bruttiis: La Brutia, 1931
- Giuseppe Morabito, Ricordi di scuola, Milazzo [etc.] : Pellegrino, 1972
- Giuseppe Morabito, Latina fides: Carmina, epistulae, odae, epigrammata selecta, Milano: Ed. Pergamena, 1979
- Iosephi Morabito, Ultimus laertae dies, Amstelodami: Academia Regia Disciplinarum Nederlandica, 1961
- Giuseppe Morabito, Seclusi custos, Acireale: Accademia di scienze lettere e belle arti degli Zelanti e Dafnici, 1989
- Giuseppe Morabito, Iter Syracusas, traduzione di Salvatore Stella, Acireale: Stab. tip. Galatea, 1978
- Giuseppe Morabito, Laertiades, carmen Josephi Morabito in certamine poetico locrensi, magna laude ornatum, Locris in Bruttiis: typ. Franco & Pedulla, 1929
- Giuseppe Morabito, Martyres, carmen, Polistena: Orfanelli, 1929
- Instituto romanis studiis provehendis (curante), XVIII Certamen capitolinum, Theodori Ciresola Tenemus te, Luna, Iosephi Morabito , Mirabilia in profundo, Roma: Istituto di studi romani. 1967
- Instituto romanis studiis provehendis (curante), IV Certamen capitolinum, Iosephi Morabito Antitityrus, Humberti De Franco Zizzi, Romae: Officina pacis, 1963
- Giuseppe Morabito, Aetates duae, Carmen, Amstelodami: Academia R. Disciplinarum Nederlandica, 1966
- Giuseppe Morabito, Amicorum minimus, Carmen in certamine poetico locrensi laudatum, Palmis in Bruttiis: Ex off. Typ. A. Genovesi et fil., 1929
- Giuseppe Morabito, Fascelides, Carmen in certamine poetico locrensi magna laude ornatum, Palmis in Bruttiis: G. Genovesi et fil., 1929
- Josephi Morabito, Mysteria rerum, Amstelodami: Academia regia disciplinarum nederlandica, 1939
- Josephi Morabito, Mater, Amstedolami: Academia disciplinarum nederalndica, 1947
- Josephi Morabito, Iter syracusas, Amstelodami: Academia disciplinarum nederlandica, 1949
- Josephi Morabito, Post Forum Appi, Amstedolami: Academia disciplinarum nederlandica, 1952
- Giuseppe Morabito, Somnium Catulli, carmen, Amstelodami: Acad. regia disciplinarum nederlandica, 1947
- Giuseppe Morabito, Distichorum leviora, Messina: EDAS, 1994?